# Yngve Samuelsson
Gustaf Yngve Samuelsson, född den 29 januari 1908 i Uppsala, död den 26 april 1977 i Stockholm, var en svensk ämbetsman.
Samuelsson avlade studentexamen i Uppsala 1926 och juris kandidatexamen vid Uppsala universitet 1930. Han genomförde tingstjänstgöring i Västerbottens norra domsaga 1931–1933, blev fiskal i Svea hovrätt 1935, var sekreterare i Ovansiljans domsaga 1935–1937, tillförordnad sekreterare i arbetsdomstolen 1938–1939, adjungerad ledamot i Svea hovrätt 1939, chef för Statens bränslekommissions juridiska byrå 1940–1941, blev extra ordinarie assessor i Svea hovrätt 1942, sekreterare i Södra Roslags domsaga 1942,  ersättare för vice ordföranden i arbetsdomstolen 1944 sakkunnig på Socialdepartementets rättsavdelning 1945 och var byråchef för lagärenden vid Inrikesdepartementet 1947–1948. Samuelsson var hovrättsråd i Hovrätten för Övre Norrland 1948–1955 och därjämte chef för Socialdepartementets rättsavdelning 1949–1955. Han var generaldirektör och chef för Försäkringsrådet 1955–1975.
Samuelsson var ordförande, ledamot eller expert i ett flertal statliga utredningar. Han var ledamot av Socialförsäkringens administrationsnämnd 1959–1961, vice ordförande i Arbetsdomstolen 1951–1963, vice ordförande i Näringslivets opinionsnämnd 1957–1964, ordförande där 1964–1970, ordförande i Medicinalstyrelsens strålskyddsnämnd 1958–1965, i Statens strålskyddsinstitut från 1965 och ordförande i Allmänna reklamationsnämnden 1969–1973.Samuelsson utgav Den nya semesterlagen (tillsammans med Ove Hesselgren 1945), Den nya sjukförsäkringen (tillsammans med Ingvar Lindell och Rolf Broberg 1947), medarbetare i Svensk lagsamling (arbetsrätt) 1950 och Allmänna sjukförsäkringen (tillsammans med Lindell och Broberg 1959). Han blev riddare av Nordstjärneorden 1949, kommendör av samma orden 1952, kommendör av första klassen 1958 och kommendör med stora korset 1967. Samuelsson vilar på Uppsala gamla kyrkogård.